# CCTV-15
CCTV-15 is een televisiezender van de Chinese publieke omroep China Central Television. De zender is gericht op muziek. De muziekgenres die voorbij komen zijn:  klassieke muziek, klassieke Chinese muziek, guoyue, Chinese volksmuziek, muziek van Chinese minderheden en Chinese popmuziek (Mandopop). 
De zender begon op 29 maart 2004 met uitzenden.

## Televisieprogramma's
- Yinyue gaosu ni 音乐告诉你 (Muziek vertelt ons)
- Bai nian gesheng 百年歌声  (Honderd jaar zangstem)
- Yinyue rensheng 音乐人生  (Muziekleven)
- Jin Yue Tan 今乐坛 (Muziekforum van vandaag)
- Yinyue Chuanqi 音乐传奇 (Mythen van muziek)
- Min'ge Zhongguo 民歌·中国  (Volksmuziek en China)